# Варварийский берег

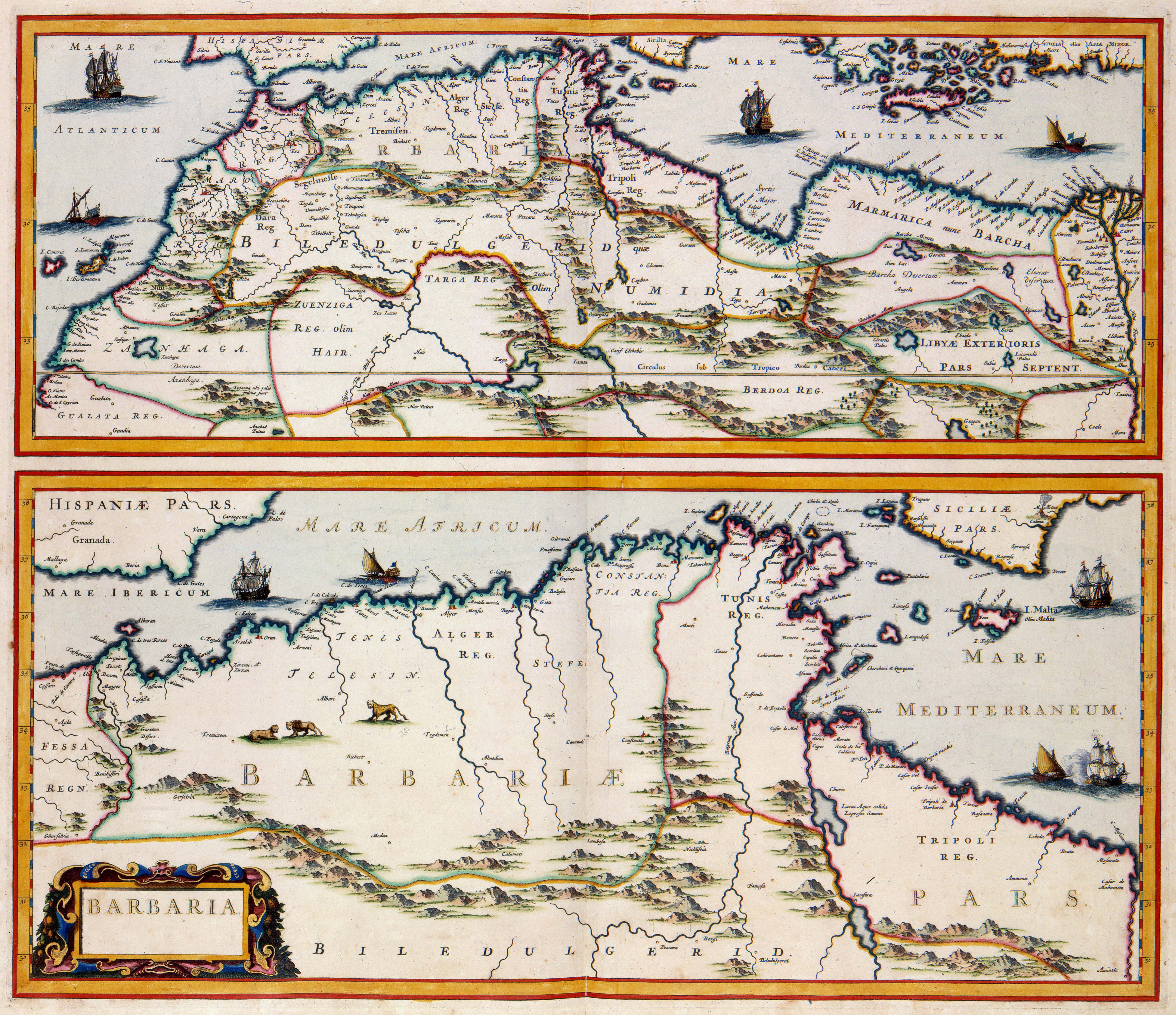
«Варварийский берег» (Барбария) на карте Яна Янсона, около 1650

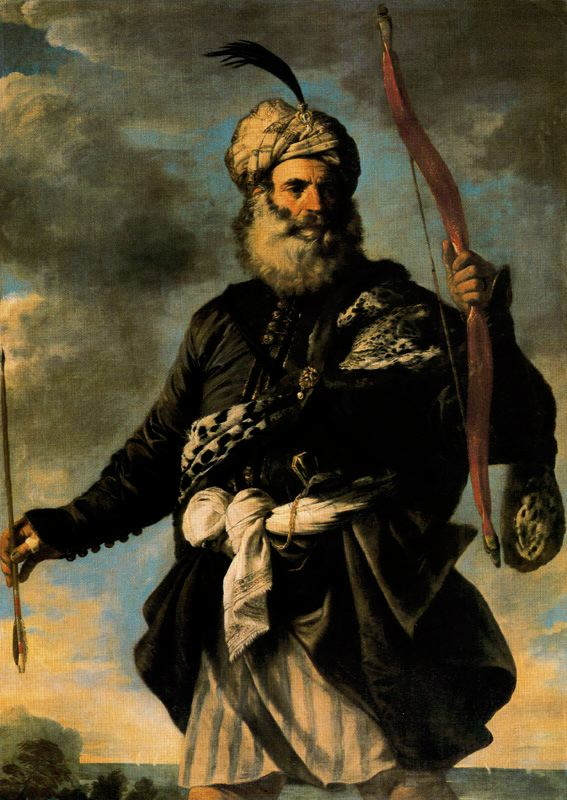
Пьер Франческо Мола. Пират-иноверец с луком. 1650, Лувр

Варварийский берег (фр. Côte des Barbaresques) — название средиземноморского побережья Северной Африки от Марокко до Египта, со времён позднего Средневековья (XVI век) и до XIX века.
Область Северо-западной Африки между берегом Средиземного моря и Сахарой называлась Барбария (лат. Barbaria), а с XIX века — Берберия. Берберия названа по имени населявших её берберов. К Берберии относили страны Магриба: Алжир, Тунис, Марокко и Триполитанию.
К концу Средневековья на территории современного Алжира образовался мощный центр пиратства в Средиземном море, возникло варварийское (берберское) пиратское государство. Три столетия оно контролировало средиземноморскую торговлю, оказывало большое влияние на военно-политическую обстановку в Европе и прекратило своё существование лишь в 1830-е годы.
Когда в XVI веке эту часть Северной Африки поглотила Османская империя и при ней получило прочную организацию пиратство, область стала известна под названием Барбария или Варварийский берег, а отдельные местные мусульманские государства, в особенности так называемые «хищнические государства», основной деятельностью которых было пиратство, — Алжир, Тунис, Триполитания, стали называться варварийскими (итал. stati barbareschi) от слова «варвар» в связи с деспотическим образом правления и жестоким обращением там с невольниками-христианами. Там располагалось множество портовых баз, в которых размещались берберские пираты-корсары, наводившие ужас на христианских жителей северного Средиземноморья. Не случайно, опасаясь набегов пиратов-работорговцев, европейские жители большинства прибрежных поселений уходили на вершины гор и внутрь прибрежных стран. Берберские суда действовали в Средиземноморье, а после 1600 года — и в Атлантическом океане. Население Варварийского берега в Средние века было мусульманским и состояло преимущественно из берберов, а также арабов и многочисленных европейских (сакалиба) и африканских рабов.
Османский Алжир и османский Тунис лишь номинально зависели от Константинополя, во главе них были сначала турецкие паши, затем (с титулом бей в Тунисе и дей в Алжире) местные военные лидеры, окружённые правительственными советами и мощная корпорация капитанов кораблей корсаров (араб. رؤساء‎ ruʾasāʾ). Ответные военно-морские действия христианских держав не давали решительных результатов, и пиратство прекратилось только с постоянной европейской оккупацией варварийских государств (Алжир с 1830 года, Тунис с 1881 года).

## История

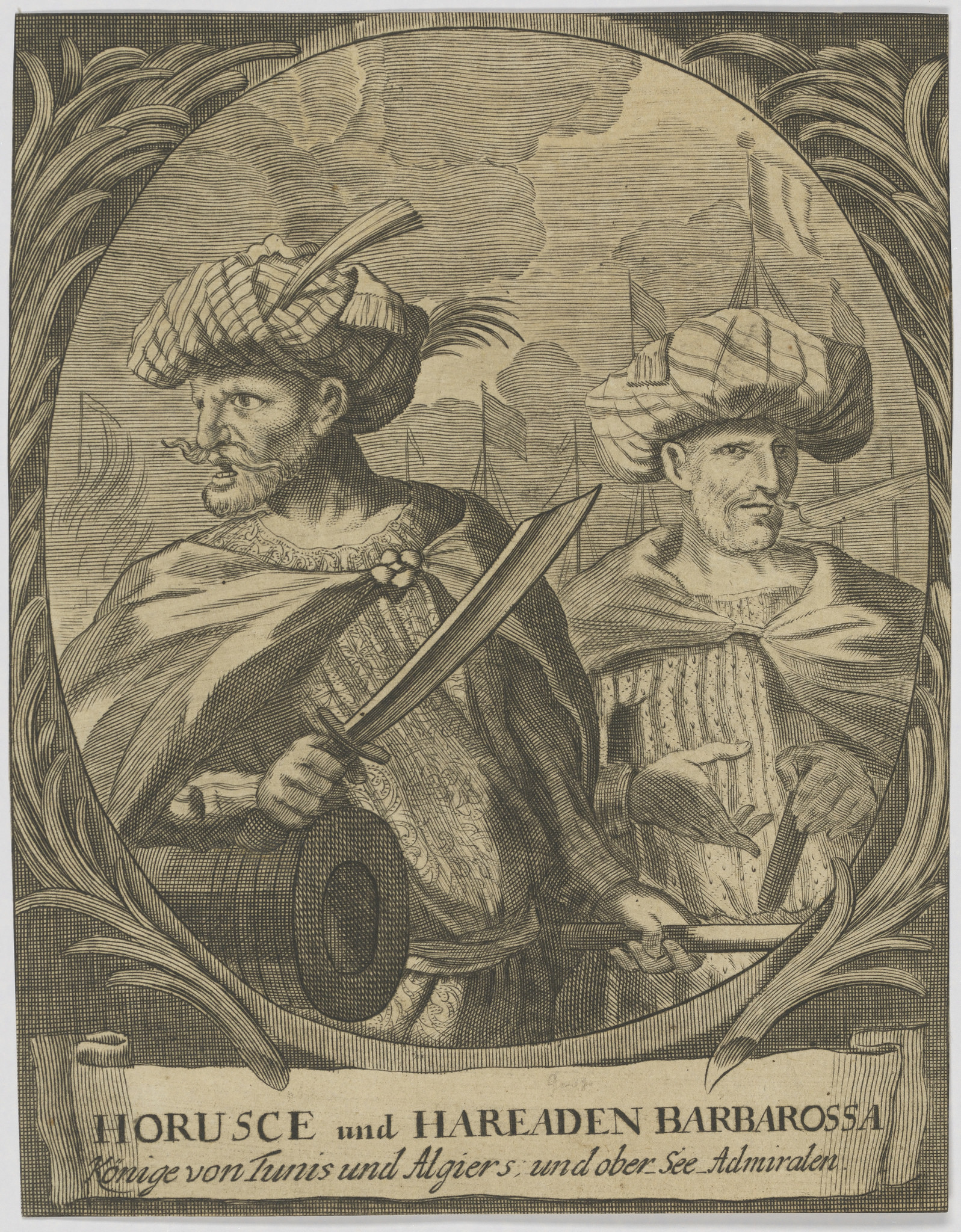
Арудж и Хайреддин Барбаросса. Короли Алжира. Гравюра Игнатиуса Люкса, 1637

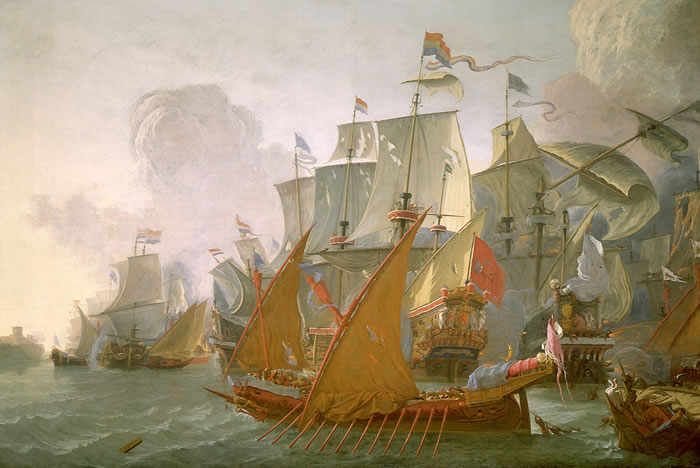
Ливе Питерсзон Версхюр. Голландские корабли бомбардируют Триполи в ходе карательной экспедиции против берберских пиратов. Около 1650

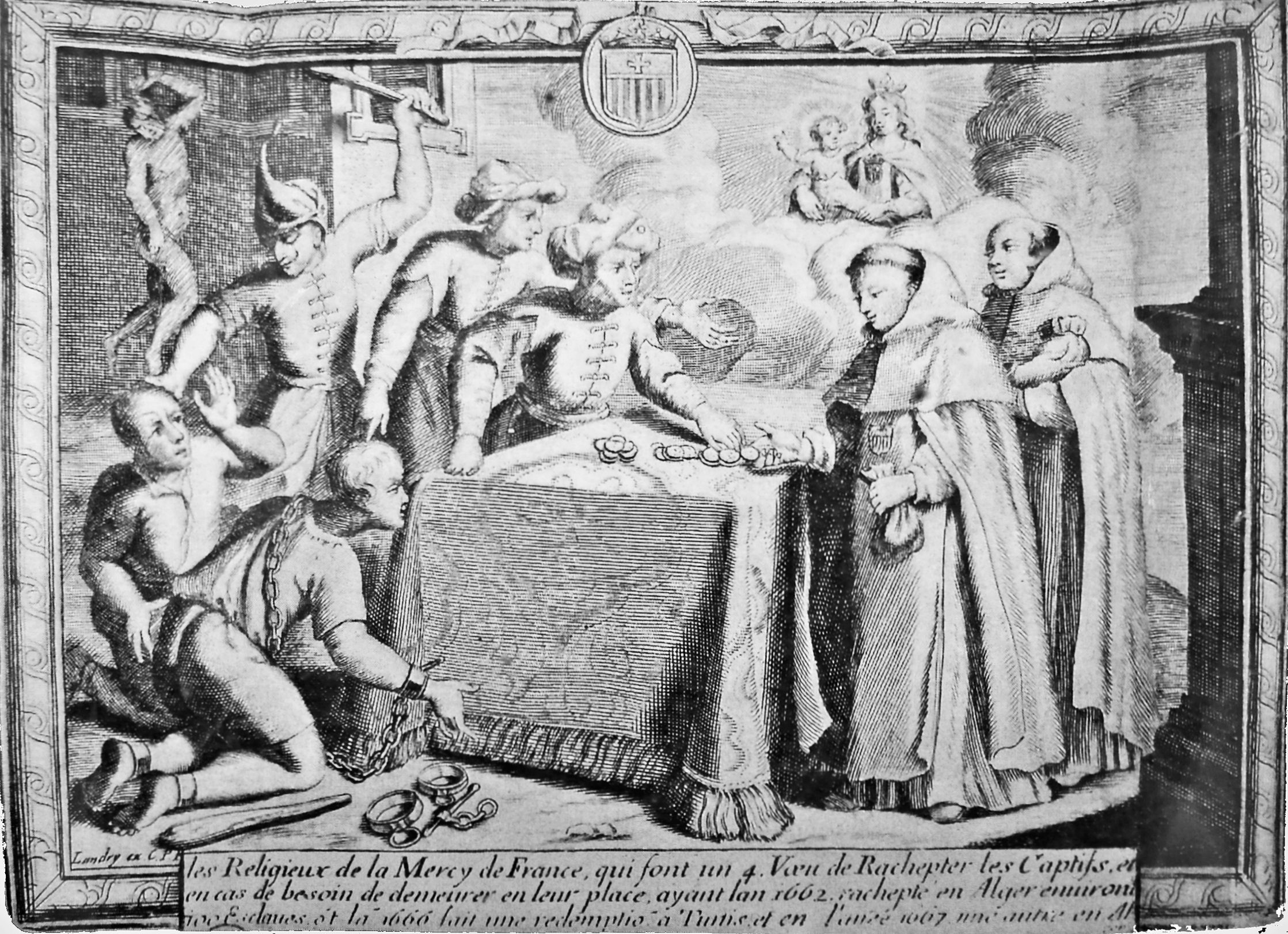
Выкуп христианских невольников в варварийских государствах. Неизвестный автор, XVII век

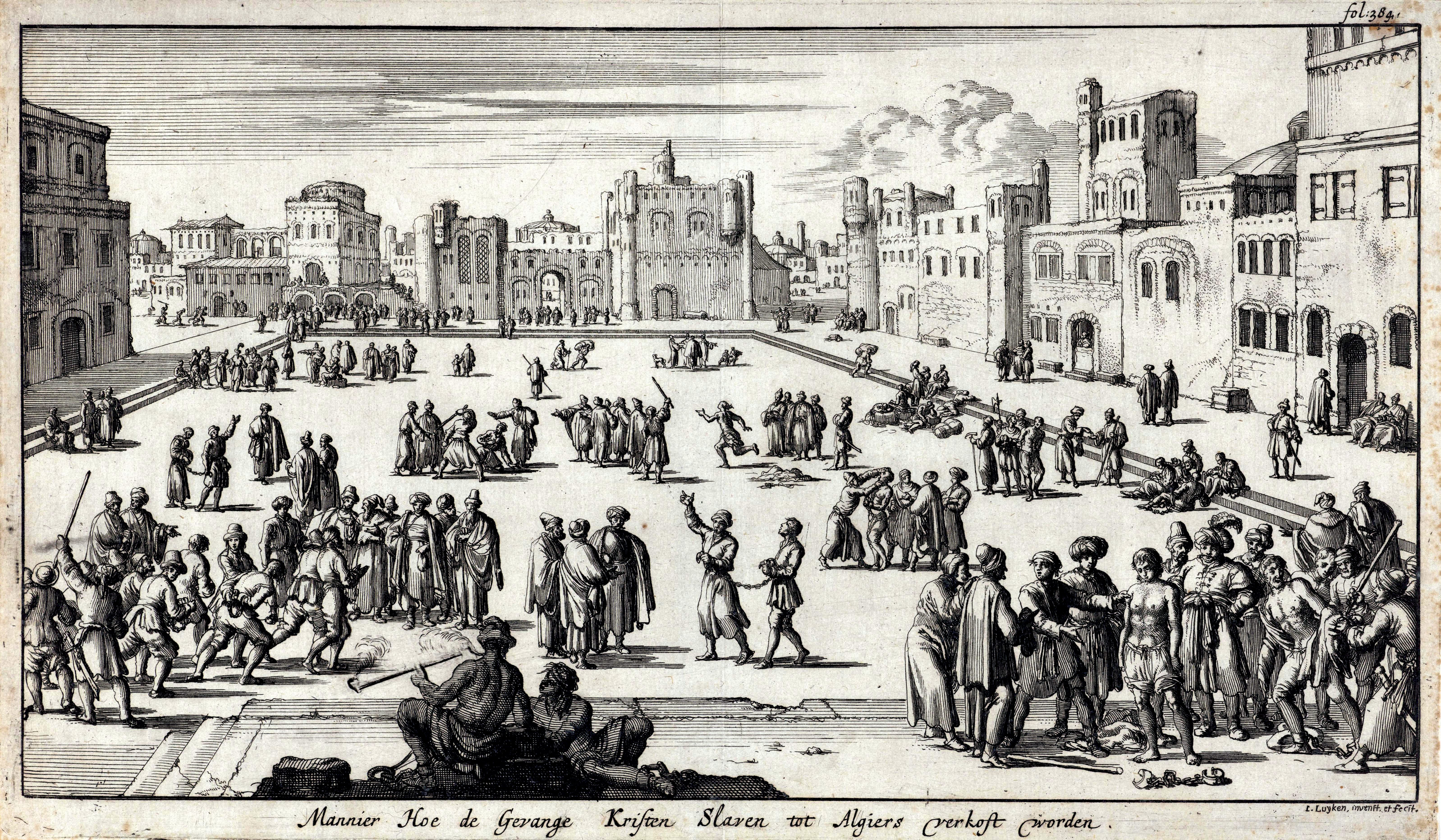
Ян Лёйкен. Невольничий рынок в городе Алжир. Гравюра, 1684

Борьба с пиратами осуществлялась с переменным успехом. Пиратство служило орудием «джихада на море» от арабских завоеваний в VII—VIII вв. до войн Реконкисты в XII—XV вв. После арабских завоеваний арабы и берберы абсолютно доминировали в Средиземноморье. В XII—XV веках наступает значительный перелом в пользу европейцев: Реконкиста приводит европейцев на берега Магриба.
После арабского упадка на востоке в XV веке восходит новая звезда ислама — Османская империя, которая оказывает арабско-мусульманским регионам активную военную поддержку.
В начале XVI века Педро Наварро захватывает Пеньон-де-Велес-де-ла-Гомера (1508), Триполи (1510), а также испанцы захватывают прибрежные города Алжира: Мерс-эль-Кебир (1505), Оран (1509), Беджая (1510), Алжир (1510) и др. Неудачей закончилась испанская экспедиция против Джербы в 1510 году. Алжирские феодалы обратились к корсарам, братьям Барбаросса, с просьбой о помощи. Пират Арудж Барбаросса в 1512 году неудачно осадил город Беджая, также неудачей закончилась осада Беджаи в 1514 году. В 1514 году Арудж Барбаросса занял Джиджель, в 1516 году захватил город Алжир, затем Беджая, вытеснил Хафсидов из городов Аннаба и Константина, в 1517 году захватил Тлемсен. В 1518 году Арудж Барбаросса потерпел поражение от испанцев и погиб в бою. Хайреддин Барбаросса правил в Алжире в 1519—46 гг. и признал себя вассалом турецкого султана, от которого получил титул бейлербея. В 1520 году Хайреддин Барбаросса потерял город Алжир, в том же году захватил Шершель, в 1526 году — Мостаганем, в 1529 году вернул город Алжир и захватил испанскую крепость Пеньон-де-Алжир, в 1531 году — Таджура, в 1534 году захватил город Тунис и Бизерту.
В 1531 году испанский адмирал Андреа Дориа совершил набег на Шершель. В 1535 году испанцы в ходе Тунисской войны захватили город Тунис. В 1541 году неудачей закончилась испанская алжирская экспедиция. Неудачей закончилась испанская экспедиция против Джербы в 1560 году.
К середине XVI века Османская империя поглотила значительную часть Магриба, включая Алжир, Тунис и Триполитанию, за исключением Марокко, где Саадиты успешно противостояли Османской империи. В 1551 году Османская империя захватила Триполи и город Махдия, в 1554 году — Пеньон-де-Велес-де-ла-Гомера, в 1555 году захватила Беджаю и поглотила королевство Абдальвадидов со столицей в Тлемсене. В 1556 году неудачей закончилась османская осада Орана и Мерс-эль-Кебира. Во 2-й половине XVI века Алжир стал пашалыком (провинцией) Османской империи. В 1569 году бейлербей Алжира Улуч Али захватил город Тунис, в 1573 году его захватили испанцы, в 1574 году вновь захвачен османами.
В 1607 году великий герцог Тосканы Фердинанд I отправил экспедицию против Бона (Аннабы).
К началу XVIII века обострился кризис Османской империи. В 1705 году Тунис перешёл под власть династии Хусейнидов, номинально признававшей власть султана. В 1711 году дей Алжира Баба Али изгнал последнего турецкого пашу и перестал платить дань султану. Европейские государства признали фактическую независимость Алжира. В конце XVIII века государство деев пришло в упадок, резко сократились доходы от корсарства.
Первые подробные описания Варварийского берега на русском языке опубликованы участником Чесменского сражения (1770) капитаном флота Матвеем Григорьевичем Коковцовым (1745—1793). В августе 1776 года в письме в Адмиралтейскую коллегию Коковцов подробно рассказывал о совершённом им вояже в Тунис. Коковцев опубликовал заметки о посещении Туниса (1776) и Алжира (1777).

Карта Французского Алжира в 1830—1962 гг.

В 1767 году султан Марокко Мохаммед III бен Абдаллах заключает политическое соглашение о дружбе и торговле с Францией и мирный договор с Испанией.
Очередной перелом наступает в ходе войны за независимость США, русско-турецкой войны 1787—1791 годов, экспедиции Бонапарта в Египет в 1798—1801 гг., в результате чего Марокко в 1786 году заключает договор о дружбе с США и добивается независимости, силы Варварийского берега оказываются раздроблены, а Османская империя из-за фактической независимости Египта не может перебрасывать варварийцам подкрепления по суше. США громят варварийцев по частям. Так, в 1805 году состоялась битва при Дерне, в ходе которой Корпус морской пехоты США разгромил османско-пиратские формирования близ Дерны.
Алжир потерял свой некогда грозный флот в ходе Второй берберийской войны в результате «антипиратских» карательных акций США (1815), Англии и Нидерландов (1816).
В 1830 году французская армия вторгается в Алжир, и на этот раз не ограничивается захватом приморских крепостей, продвигаясь на сотни километров вглубь континента. В июле капитулировал дей Алжира Хусейн III. В конце 1847 года сдался эмир Абд аль-Кадир. Образуется французский Алжир, а в 1881 году по Бардоскому договору — французский протекторат Тунис. В 1906 году де-факто по итогам Альхесирасской конференции, а в 1912 году де-юре по Фесскому договору Франция и Испания установили в Марокко режим протектората (испанское Марокко, французское Марокко), определив международный статус Танжера. Италия в результате прямой агрессии и кровопролитной Итало-турецкой войны захватила бывшие османские провинции, установив в 1912 году колониальное правление в Ливии.

## Берберийская работорговля

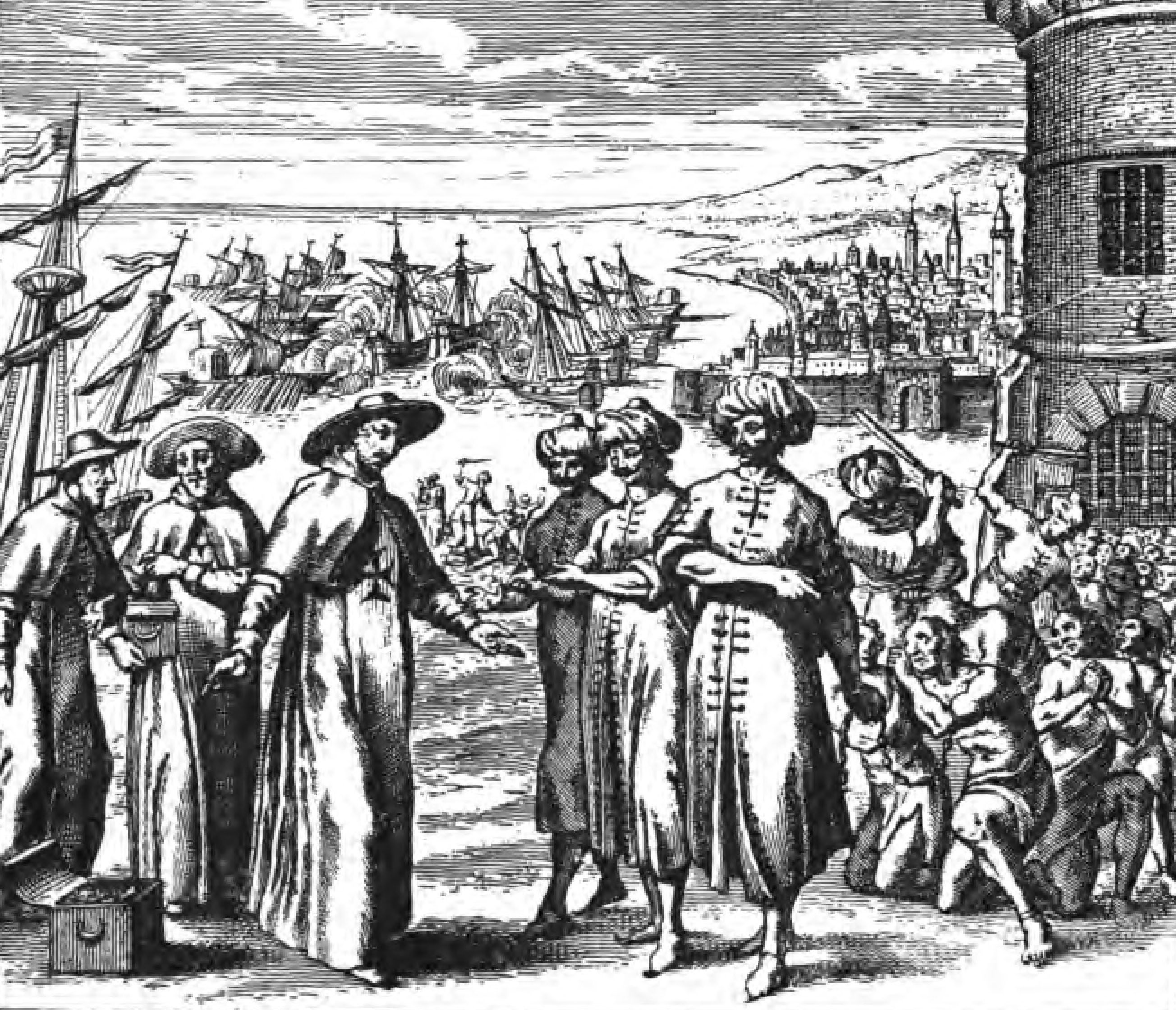
Священник ведёт переговоры о выкупе невольников. Гравюра, 1637

В позднем Средневековье пиратство превращается в доходную торговлю христианскими пленниками, в том числе с целью оказания политического давления на западные державы. По свидетельству «африканского епископа» Жана Батиста Грамэя (1580—1635), почти год находившегося в плену у алжирских корсаров в 1619 году, в начале XVII века в Магрибе находилось до 120 тысяч христианских заложников, причём только в Алжире их было не меньше 35 тысяч.
Кристофер Хитченс сообщает, что в период между 1530 и 1780 годами в Северной Африке было продано в рабство, вероятно, около 1,5 миллионов европейцев и американцев. Это прискорбное явление известно в истории как «берберийская работорговля». В 1631 году в рабство были захвачены почти все жители деревни Балтимор в Ирландии. Пираты нападали также на английские графства Корнуолл и Девон. В 1641 году во время плавания из ирландского графства Корк в Англию берберскими пиратами был похищен и провёл несколько лет в рабстве священник Деверо Спратт (Devereux Spratt). Между 1609 и 1616 годами берберские пираты захватили по крайней мере 466 британских судов и ещё 27 судов возле Плимута в 1625 году, 160 британских судов были захвачены между 1677 и 1680 годами. Сэмюэл Пипс сообщает в своём дневнике о встрече в лондонской таверне с двумя бывшими невольниками. Систематически выкупать невольников из рабства европейцы стали после 1640 года, выкуп финансировался правительствами Франции и Испании, католическими приходами Испании и Италии. Организацией выкупа занимались Тринитарии и Мерседарии. Историк Роберт Дэвис (Robert Davis) сообщает, что берберские пираты захватили в рабство от 1 до 1,3 млн человек в ходе нападений преимущественно на побережье Италии, Испании, Португалии и Франции, но также в Великобритании, Ирландии и Исландии. Также были захвачены 130 американских моряков с судов в Атлантическом океане и Средиземном море между 1785 и 1793 годами.